# Gare de Molins de Rei
La gare de Molins de Rei est une gare ferroviaire espagnole qui appartient à ADIF située dans la commune de Molins de Rei, dans la comarque du Baix Llobregat. La gare se trouve sur la ligne Barcelone - Vilafranca - Tarragone.

## Histoire
Cette gare de la ligne de Martorell ou Vilafranca est entré en service en 1854 quand le premier tronçon de la ligne entre l'ancienne gare de plaça de Catalunya et Molins de Rei a été inauguré, deux ans plus tard la ligne a été prolongée jusqu'à la gare provisoire à Martorell.
En 2016, 1 093 000 passagers ont transité en gare de Molins de Rei.

## Service des voyageurs

### Accueil
Cette gare se trouve dans la zone de plein tarif de l'aire métropolitaine de Barcelone, tout trajet entre deux communes de l'aire métropolitaine de Barcelone est compté comme dans la zone 1.

### Desserte
Elle est desservie par des trains des lignes R1 et R4 de Rodalies de Catalogne, exploitées par la Renfe. La plupart des trains de la ligne R1 ont leur terminus à L'Hospitalet de Llobregat et les autres terminent leur trajet dans cette gare.

Installations et desserte
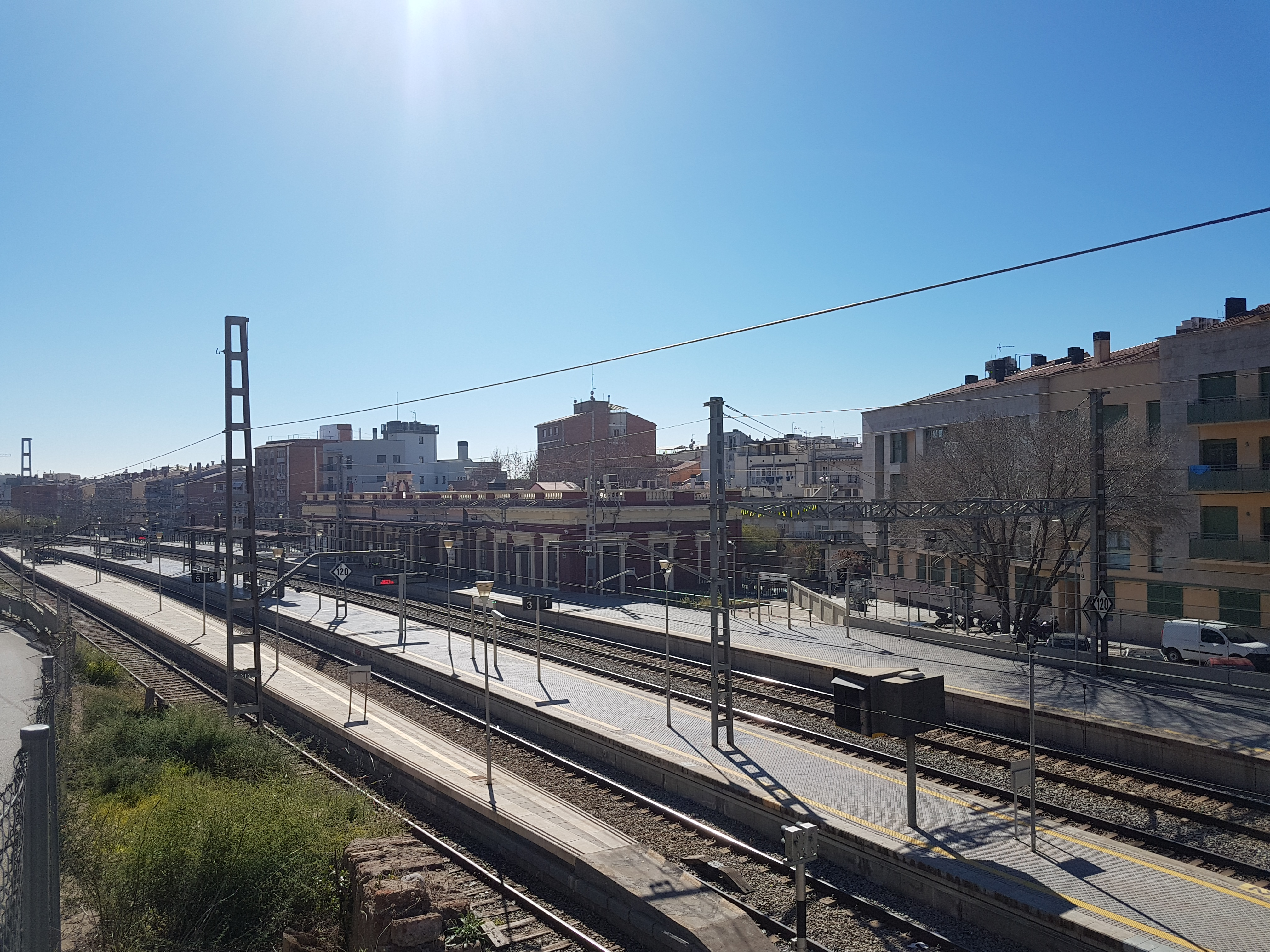
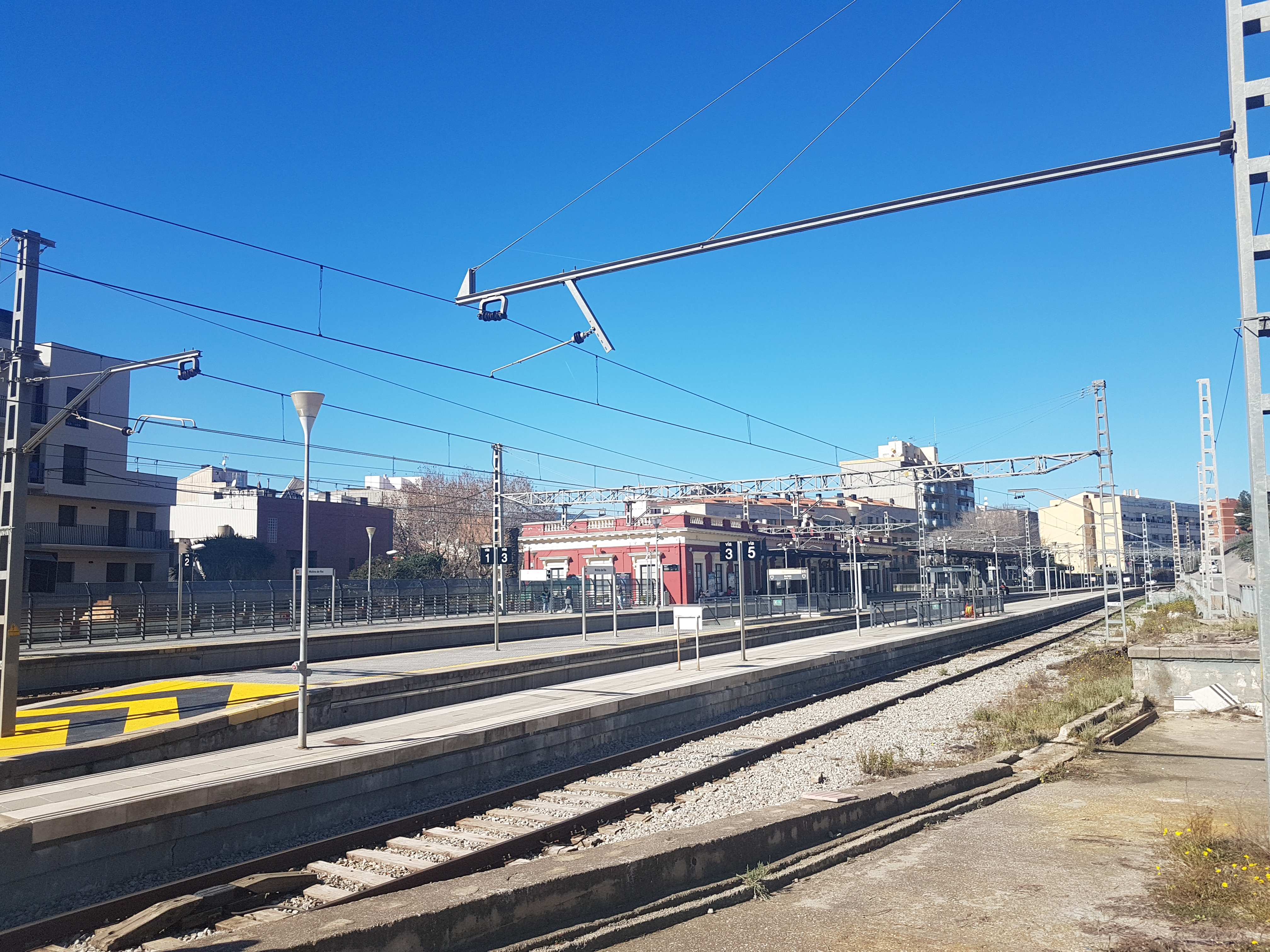
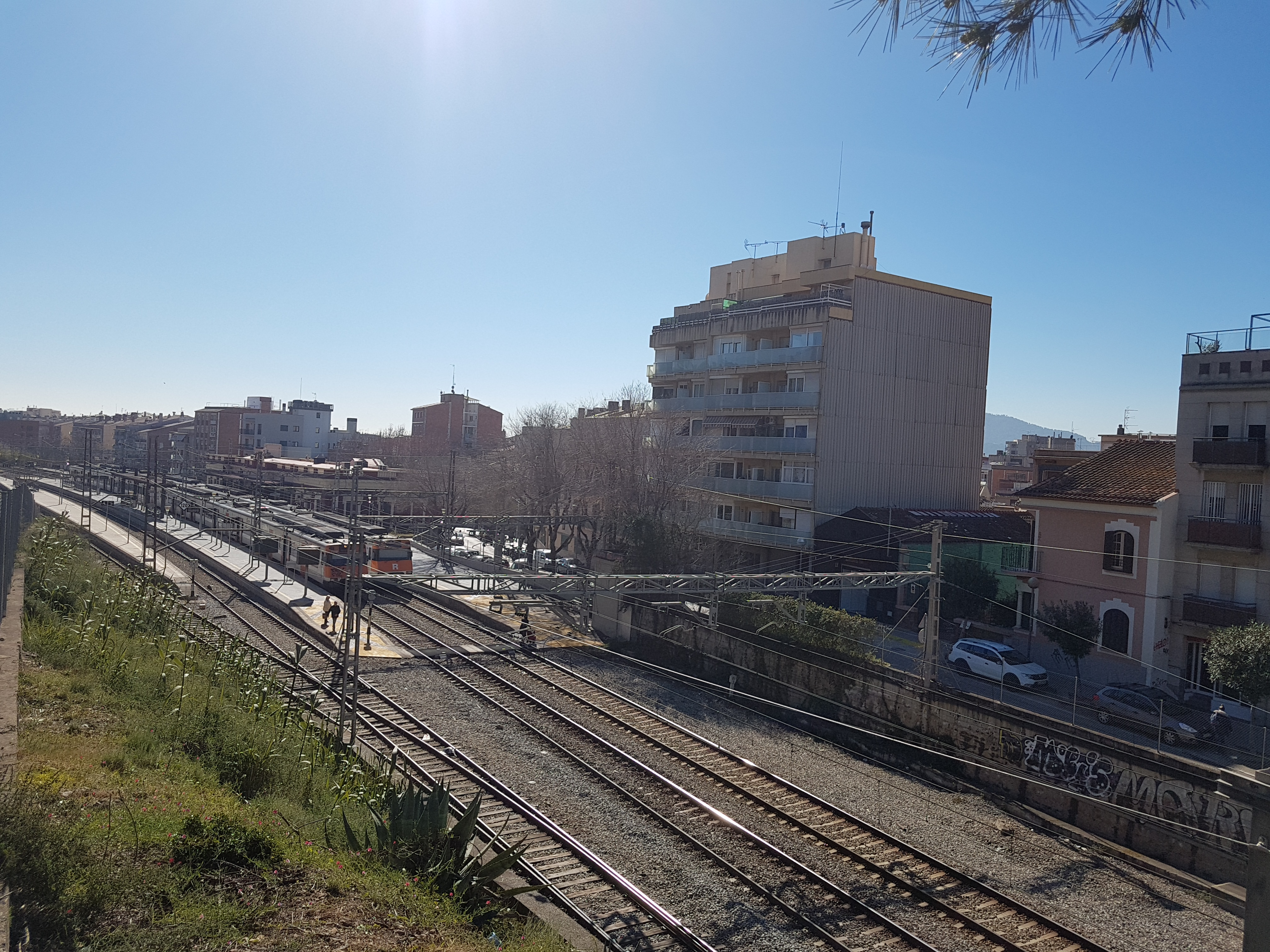

## Patrimoine ferroviaire
L'actuel bâtiment de la gare de Molins de Rei fait partie des trois plus anciennes gares de Catalogne et d'Espagne avec celle de Sant Feliu de Llobregat et de Cornellà, qui n'ont pas changés depuis les débuts du chemin de fer.
Le bâtiment de la gare est de style néoclassique d'un seul étage. Sa structure est symétrique: dans la partie centrale se trouve l'entrée principale, sur quelques marches, formée par un porche à 4 colonnes de style dorique et complétée par un fronton avec une rosace au milieu. Sur les deux côtés, il y a une porte encadrée par des volutes.
Il y a des rambardes de pierre sur le toit. Toute la façade est peinte de blanc et  de rouge (avant couleur crème). L'intérieur est organisé en grands espaces et petites pièces selon leur but.

Le bâtiment de la gare
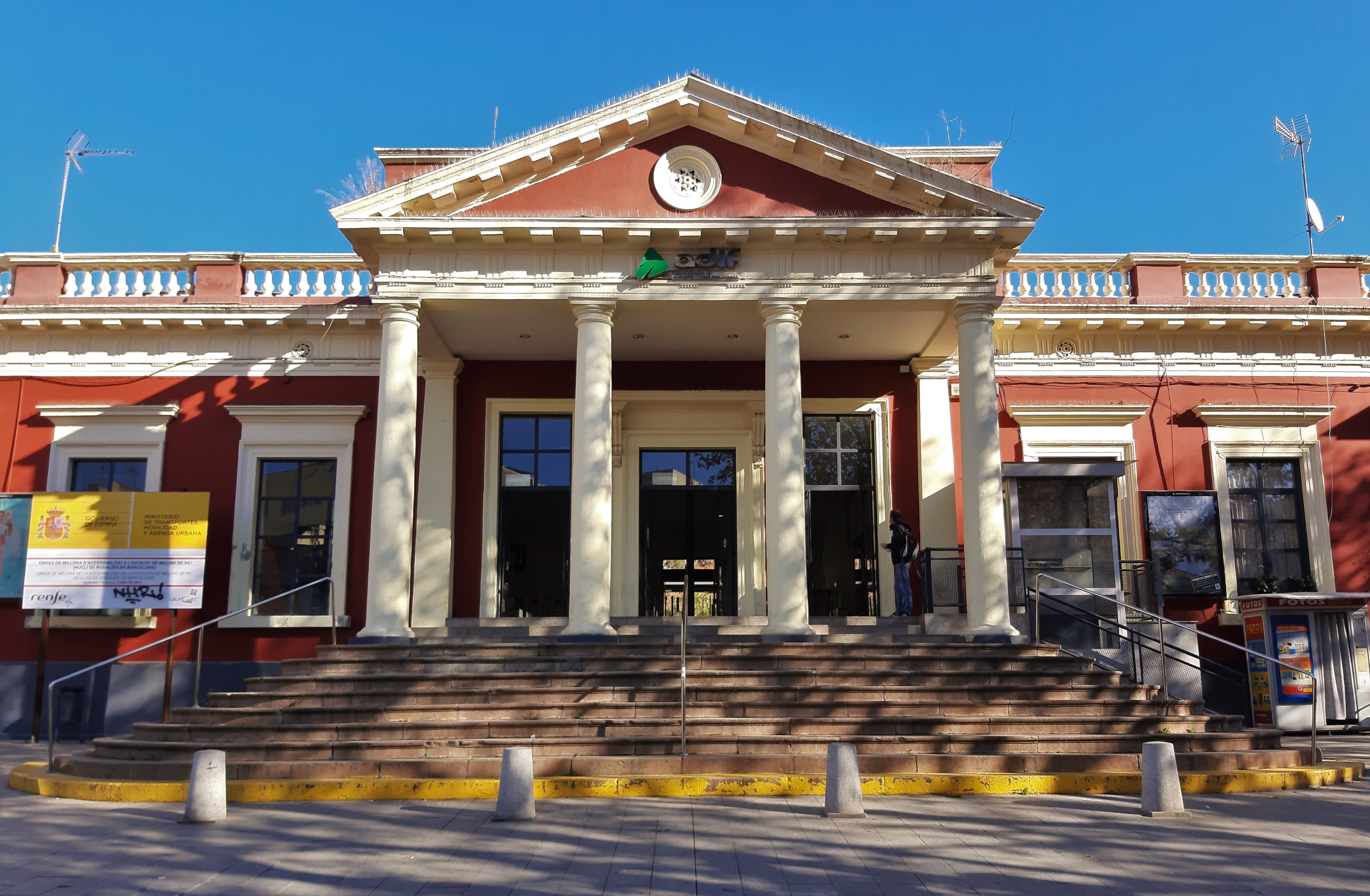
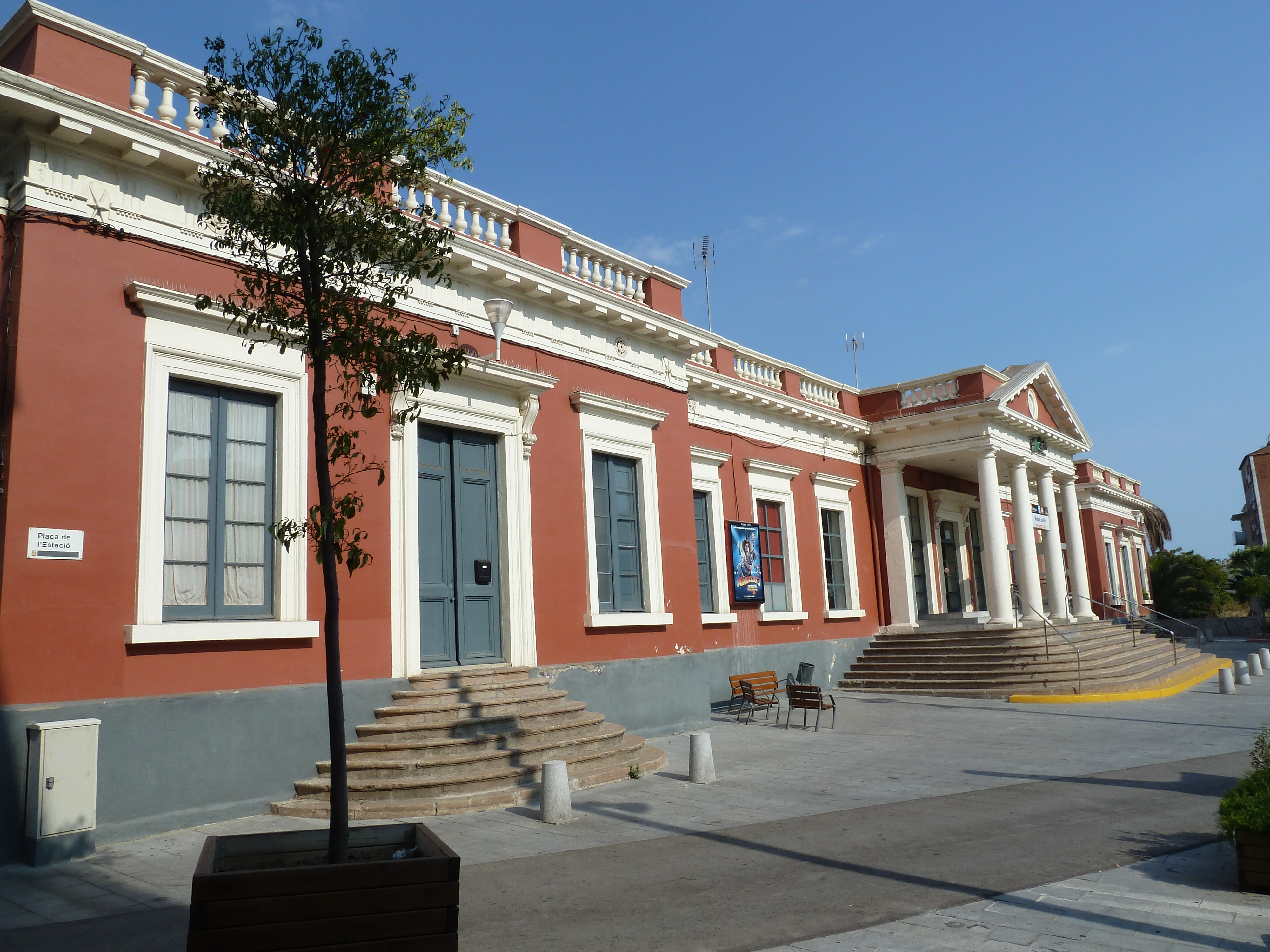
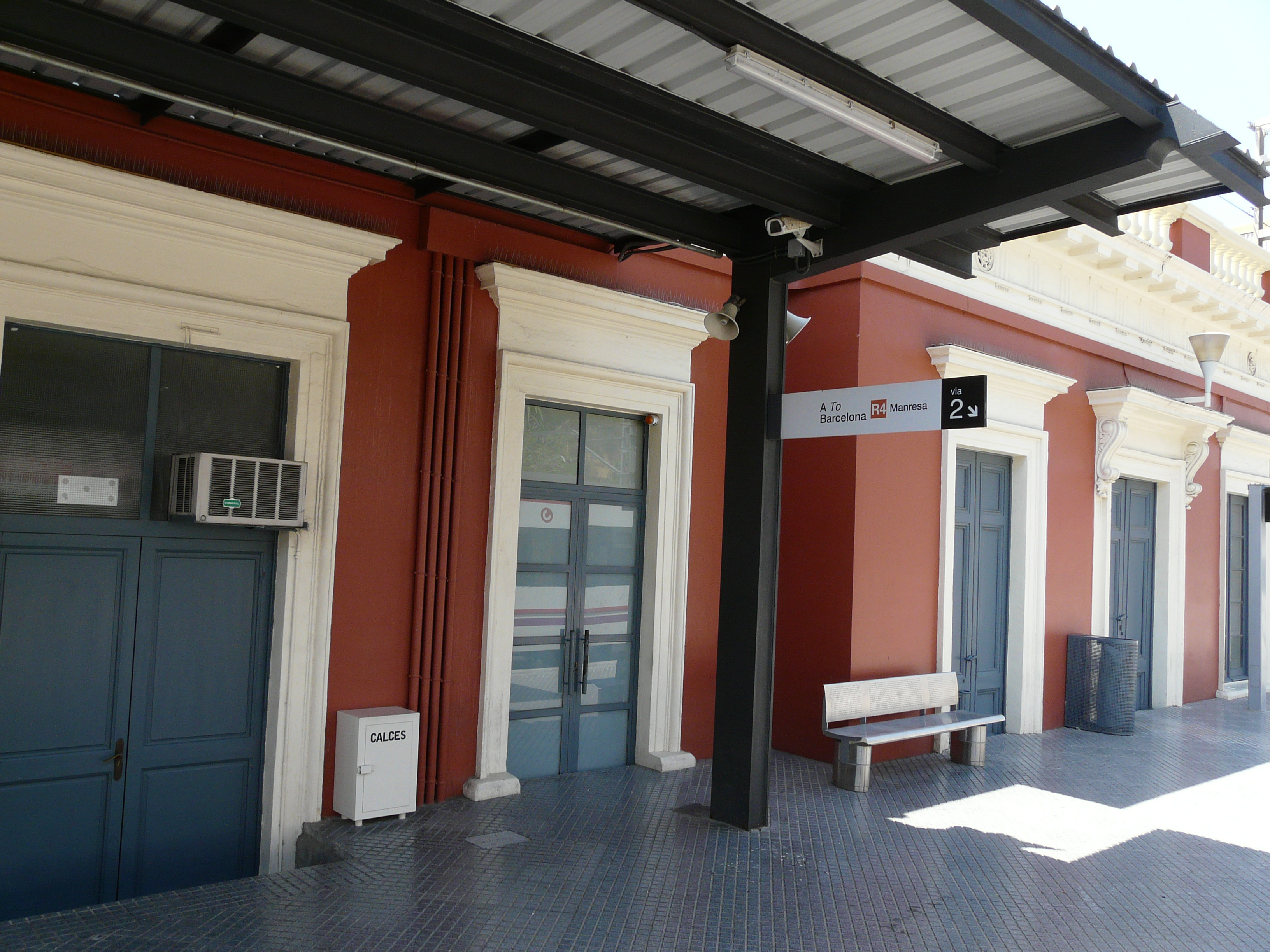